# Cryptotis griseoventris
Cryptotis griseoventris és una espècie de mamífer de la família de les musaranyes (Soricidae). Se'l coneix de l'estat mexicà de Chiapas, on se'l troba en boscos montans de roures, pins i avets, així com bosc secundari, principalment a elevacions superiors a 2000 m. s'alimenta d'insectes. Està amenaçat per la desforestació i la fragmentació de l'hàbitat. Anteriorment se'l considerava coespecífic amb C. goldmani.